# حافظ عثمان (لاعب كرة قدم)
حافظ عثمان (15 فبراير 1984 بسنغافورة - ) هو لاعب كرة قدم سنغافوري في مركز الدفاع. شارك مع منتخب سنغافورة لكرة القدم. أما مع النوادي، فقد لعب مع تانجونغ باغار يونايتد ونادي واريورز.

## وصلات خارجية
- حافظ عثمان على موقع قاعدة بيانات كرة القدم.إي يو (الإنجليزية)
- حافظ عثمان على موقع ناشيونال فوتبول تيمز (الإنجليزية)
- حافظ عثمان على موقع Soccerway.com (الإنجليزية)